# Ribeira da Larga
A Ribeira da Larga é um curso de água localizado na freguesia das Manadas, concelho da Velas, ilha de São Jorge, arquipélago dos Açores, Portugal.
Este curso de água tem origem a uma cota de cerca de 800 metros de altitude nos contrafortes montanhosos da Cordilheira Central da ilha, nas imediações do Pico Pinheiro.
Procede à drenagem de uma bacia hidrográfica que engloba os contrafortes desta elevação e também do Pico Alto.
Desagua no Oceano Atlântico depois de atravessar a localidade do Pombal precipitando-se do cimo de uma falésia com cerca de 300 metros de altura, entre a Fajã das Almas e a Fajã Grande.